# Larifuga capensis
Larifuga capensis is een hooiwagen uit de familie Triaenonychidae.